# Frances Mayes
Pour les articles homonymes, voir Mayes.
Œuvres principales
- Sous le soleil de Toscane - Une maison en Italie

Frances Mayes, née le 4 avril 1940 à Fitzgerald en Géorgie, est une écrivaine, professeur d'université, poétesse et essayiste américaine qui partage sa vie entre Hillsborough (Caroline du Nord) et Cortone (Italie).

## Poésie
- Climbing Aconcagua, 1977
- Sunday in Another Country, 1977
- After Such Pleasures, 1979
- The Arts of Fire, 1982
- Hours, 1984
- Ex Voto, 1995.

## Romans
- Under the Tuscan Sun : At Home in Italy, 1996  (ISBN 978-0-7679-1606-6), best-seller autobiographique, inspiration du film Sous le soleil de Toscane d'Audrey Wells, 2003
- Bella Tuscany : The Sweet Life in Italy, 1999,
- In Tuscany, 2000,
- Swan, 2002 (en fait son premier roman),
- A Year in the World : Journeys of A Passionate Traveller (Saveurs vagabondes - Une année dans le monde), 2006, les histoires de voyage d'elle-même et de son mari.

### Traductions françaises
- Sous le soleil de Toscane, Gallimard, 1999  (ISBN 2070407608)
- Bella Italia, Gallimard et Éditions Quai Voltaire, avec  Jean-Luc Piningre, 2001  (ISBN 2912517095)
- En Toscane, avec les photographies de Bob Kiss, Éditions Quai Voltaire, 2001  (ISBN 2710309904)
- Swan, Éditions Quai Voltaire, 2004  (ISBN 2070304183)
- Mediterranées, avec  Jean-Luc Piningre  (ISBN 2710328755)